# Eutolmus fascialis
Eutolmus fascialis là một loài ruồi trong họ Asilidae. Eutolmus fascialis được Loew miêu tả năm 1848. Loài này phân bố ở vùng Cổ Bắc giới.